# Acid Black Cherry
Acid Black Cherry — сольный проект Ясу, вокалиста японской рок-группы Janne Da Arc. Был образован в 2007 году после того, как группа Janne Da Arc объявила, что уходит в отпуск на неопределённое время. Ясу является вокалистом и единственным официальным участником группы. Для записи в студии, съемок в видеоклипах и живых выступлений на концертах он приглашает различных музыкантов.

## История
В 2007 году японская рок-группа Janne Da Arc объявила, что останавливает свою деятельность на неопределённое время. Её вокалист Ясу же начал свой сольный проект, группу под названием Acid Black Cherry.
Начала группа с того, что 6 мая 2007 года Ясу c Acid Black Cherry отправился в секретное концертное турне. Турне было секретным, потому что группа неожиданно, без каких либо предварительных анонсов, появлялась на разогреве (как «открывающий акт») у других артистов. Тур завершился 10 июня 2007 года необъявленным концертом (в Японии такие концерты называют «герилья лайв») около станции «Синдзюку» в Токио. Аудитория составила около 5000 человек. По указанию полиции, которая настояла, что продолжать было опасно, концерт пришлось остановить после всего двух песен: новой песни «Black Cherry» и намеченной к релизу 17 июля в качестве первого сингла «SPELL MAGIC».
Во время репетиций к туру по Японии 2009 года у Ясу обнаружили кисту голосовых связок. Тем не менее, от тура он не отказался, и провёл все 15 концертов. Через два дня после финального концерта в «Будокане», состоявшегося 2 ноября, было объявлено о том, что для лечения голосовых связок Ясу группа берёт перерыв в деятельности.
30 марта 2011 года Acid Black Cherry выступили с концертом в честь четвёртой годовщины группы, озаглавленным «ABC Dream CUP 2011» и задуманным как благодарность фанатам.
Выпущенный 18 января 2012 года сингл Acid Black Cherry «Yes» воодушевил японского режиссёра Ёсихиро Фукагаву на создание небольшого телефильма по её мотивам. Песня также стала главной темой этого фильма. А в декабре было объявлено, что «Yes» стала самой запрашиваемой песней года в сети японского кабельного музыкального провайдера USEN.
В том же году с выпущенным 21 марта 2012 года третьим альбомом «2012» группа впервые попала на первое место в недельном чарте «Орикона». В первую неделю альбом продался в 118000 экземпляров, став таким образом самым продаваемом релизом группы.

## Состав
Официальный состав:
- Yasu — вокал

Неофициальный состав:
- Yuki — гитара
- Hiro — гитара
- Akihide — гитара
- Shuse — бас-гитара
- Jun-ji — ударные

## Дискография

### Синглы
| №  | Название                                                         | Дата выхода      | Oricon Weekly Single Chart | Примечания |
| -- | ---------------------------------------------------------------- | ---------------- | -------------------------- | ---------- |
| 1  | «SPELL MAGIC»                                                    | 18 июля 2007     | 4                          | видео      |
| 2  | «Black Cherry»                                                   | 26 сентября 2007 | 2                          | видео      |
| 3  | «Aishitenai» (яп. 愛してない)                                    | 28 ноября 2007   | 2                          | видео      |
| 4  | «Fuyu no Maboroshi» (яп. 冬の幻)                                 | 16 января 2008   | 2                          | видео      |
| 5  | «20+∞ Century Boys» (яп. 20＋∞Century Boys)                      | 27 августа 2008  | 4                          | видео      |
| 6  | «Jigsaw» (яп. ジグソー)                                          | 19 ноября 2008   | 3                          | видео      |
| 7  | «Nemurihime (яп. 眠り姫)                                         | 18 февраля 2009  | 2                          | видео      |
| 8  | «Yasashii Uso» (яп. 優しい嘘)                                    | 29 июля 2009     | 4                          | видео      |
| 9  | «Re:birth» (яп. )                                                | 18 августа 2010  | 2                          | видео      |
| 10 | «Shoujo no Inori III» (яп. 少女の祈りIII)                        | 8 июня 2011      | 4                          | видео      |
| 11 | «Pistol» (яп. ピストル)                                          | 21 сентября 2011 | 3                          | видео      |
| 12 | «Shangri-La» (яп. シャングリラ)                                  | 19 октября 2011  | 5                          | видео      |
| 13 | «Chou» (яп. 蝶)                                                  | 16 ноября 2011   | 3                          | видео      |
| 14 | «CRISIS» (яп. )                                                  | 21 декабря 2011  | 3                          | видео      |
| 15 | «Yes» (яп. イエス)                                               | 18 января 2012   | 3                          | видео      |
| 16 | «Greed Greed Greed» (яп. )                                       | 7 августа 2013   | 4                          |            |
| 17 | «Kuroneko (Adult Black Cat)» (яп. 黒猫 ～Adult Black Cat～)      | 20 ноября 2013   | 3                          | видео      |
| 18 | «Kimigainai, ano Ni~Tsu kara» (яп. 君がいない、あの日から・・・) | 11 марта 2014    | 2                          | видео      |
| 19 | «INCUBUS»                                                        | 22 октября 2015  |                            | видео      |

### Альбомы
| № | Альбом                                            | Oricon Weekly Album Chart | Примечания                |
| - | ------------------------------------------------- | ------------------------- | ------------------------- |
| 1 | BLACK LIST - Издан: 20 февраля 2008               | 2                         |                           |
| — | Recreation - Кавер-альбом - Издан: 21 мая 2008    | 3                         |                           |
| 2 | Q.E.D. - Издан: 26 августа 2009                   | 2                         |                           |
| — | Recreation 2 - Кавер-альбом - Издан: 30 июня 2010 | 7                         |                           |
| 3 | "2012" (яп. 『２０１２』) - Издан: 21 марта 2012  | 1                         |                           |
| — | Recreation 3 - Кавер-альбом - Издан: 6 марта 2013 | 3                         | видеоклип «Miraiyosozu Ⅱ» |
| 4 | L~eru~ - Издан: 25 февраля 2015                   | 2                         | видеоклип «INCUBUS»       |
| — | 「Recreation4」 - Издан: 25 января 2017           | 4                         |                           |
| 5 | Acid BLOOD Cherry - Издан: 21 июня 2017           | 1                         |                           |